# Silly-en-Gouffern
Pour les articles homonymes, voir Silly.
Silly-en-Gouffern est une ancienne commune française, située dans le département de l'Orne en région Normandie, devenue le 1er janvier 2017 une commune déléguée au sein de la commune nouvelle de Gouffern en Auge.
Silly-en-Gouffern est peuplée de 394 habitants.

## Géographie

### Localisation
Située à 8 km à l'est d'Argentan, Silly-en-Gouffern s'étend sur 3 983 hectares dont près de 80 % de bois (3 107 hectares) et s'étire sur 13,5 km depuis son extrémité nord-ouest touchant Bailleul jusqu'à son extrémité sud-ouest touchant Almenêches.
Le territoire de la commune est limitrophe de ceux de treize communes :
| Bailleul Occagnes             | Villedieu-lès-Bailleul, Tournai-sur-Dive, Aubry-en-Exmes | Le Bourg-Saint-Léonard |
| Sévigny, Urou-et-Crennes, Sai | Silly-en-Gouffern                                        | Le Pin-au-Haras        |
| Aunou-le-Faucon               | Almenêches                                               | La Cochère             |

### Géologie et relief
La plus grande partie de son territoire est occupée par la forêt de Gouffern. En son milieu, dans une petite bande de terre non boisée, coule la rivière l'Ure, d'est en ouest, à proximité de laquelle se situent le village et la plupart des maisons, et de part et d'autre de laquelle se trouvent la forêt de Petite Gouffern, au sud, et celle de Grande Gouffern, au nord. 
Constituée de bocage dans sa partie non boisée, Silly-en-Gouffern se situe au pays d'Auge où elle est à la lisière sud, en bordure de la plaine d'Argentan.
Silly est en forêt de Gouffern. Le bourg est entre ses deux parties : la forêt de Grande Gouffern au nord et la forêt de Petite Gouffern au sud.

### Hydrographie
Cours d'eau sur la commune :
- Rivière l'Ure[5],
- Cours d'eau : Cours d'Eau 01 des Bruyères du Pont Nicole[6],
- Ruisseaux de Chedouit, du Moulin à Tan, du Pont aux Anes, du Rogneux.

### Climat
Climat classé Cfb dans la classification de Köppen et Geiger.

## Urbanisme
La commune dispose d'un plan local d'urbanisme,.

### Voies de communications et transports

#### Voies routières
Le méridien zéro ou méridien de Greenwich traverse la commune de Silly-en-Gouffern à son extrémité ouest (en Grande forêt de Gouffern au niveau de la route départementale D 916, près de Sévigny).
La commune est également traversée dans son axe est-ouest par la départementale 926 (ancienne route nationale 26).

#### Transports en commun
- Gare d'Argentan.

### Risques naturels et technologiques
Commune située dans une zone de sismicité faible.

## Toponymie
Ce toponyme fait référence à la forêt de Gouffern.
La commune a été créée en janvier 2017 à la suite de la fusion de 14 villages, elle est membre de la communauté de communes Argentan Intercom.
Le gentilé est Silléen.

## Histoire
On trouve à Silly-en-Gouffern des traces très anciennes de peuplement, comme le menhir appelé  la Pierre levée, datant du Néolithique.
Des vestiges furent également trouvés, notamment un « camp romain » près de Sainte-Eugénie,— désignation sans fondement,, s'agissant plus probablement d'un château à motte, c'est-à-dire une fortification du Moyen Âge avec enceinte circulaire et basse cour — et un camp gallo-romain au lieu-dit du Chêne au Renard.  C'est dans ce dernier lieu, situé sur la rive gauche de l'Ure, en forêt de Petite Gouffern, à « un quart de lieue de l'ancienne abbaye », que fut découvert, en juillet 1830, un trésor d'au moins 5 000 médailles romaines pesant 36 livres,,,. Par ailleurs, une fontaine, appelée  fontaine de dévotion Saint-Laurent, porte l'inscription : « poste d'eau construit au-dessus et dans la substruction d'une très ancienne fontaine publique dont les restes ont été découverts et restaurés en 1897, faisait partie d'une station romaine, celle de Silius ».
L'abbaye de Silly-en-Gouffern, fondée vers 1150, était au Moyen Âge une importante abbaye normande.
Tombée aux mains des Anglais, Silly-en-Gouffern fut reprise par les Français en mai-août 1364.

## Politique et administration

### Découpage territorial

#### Commune et intercommunalités
Silly-en-Gouffern est l'une des seize communes de la communauté de communes du Pays du Haras du Pin. Avec cette communauté de communes, elle fait partie du Pays d’Argentan Pays d’Auge Ornais (PAPAO).

### Liste des maires
| Période                                  | Période              | Identité                     | Étiquette | Qualité                                                      |
| ---------------------------------------- | -------------------- | ---------------------------- | --------- | ------------------------------------------------------------ |
| Les données manquantes sont à compléter. |                      |                              |           |                                                              |
| 1945                                     | octobre 1977 (décès) | Norbert Sillière (1909-1977) | DVD       | Exploitant agricole Conseiller général d'Exmes (1949 → 1977) |
| 1977                                     | avril 1997 (décès)   | Roger Thomas                 |           | Chevalier de la Légion d'honneur                             |
| 1997                                     | mars 2001            | Gilbert Plivard              |           |                                                              |
| mars 2001                                | décembre 2016        | Josette Lasseur              | SE        | Secrétaire de mairie retraitée                               |

Le conseil municipal était composé de onze membres dont le maire et trois adjoints.

## Équipements et services publics

### Enseignement
Établissements d'enseignements :
- École primaire

### Santé
Professionnels dt établissements de santé :
- Infirmières [25],
- Kinésithérapeute.

## Population et société

### Démographie

#### Évolution démographique
L'évolution du nombre d'habitants est connue à travers les recensements de la population effectués dans la commune depuis 1793. À partir du 1er janvier 2009, les populations légales des communes sont publiées annuellement dans le cadre d'un recensement qui repose désormais sur une collecte d'information annuelle, concernant successivement tous les territoires communaux au cours d'une période de cinq ans. 
Pour les communes de moins de 10 000 habitants, une enquête de recensement portant sur toute la population est réalisée tous les cinq ans, les populations légales des années intermédiaires étant quant à elles estimées par interpolation ou extrapolation. Pour la commune, le premier recensement exhaustif entrant dans le cadre du nouveau dispositif a été réalisé en 2008,.
En 2021, la commune comptait 394 habitants, en évolution de +0,51 % par rapport à 2015 (Orne : −1,53 %, France hors Mayotte : +2,49 %).
Silly-en-Gouffern a compté jusqu'à 863 habitants en 1851. Elle est la plus peuplée, devant Le Bourg-Saint-Léonard, et de loin la plus vaste (devant Survie) des treize communes du canton d'Exmes.
| 1793 | 1800 | 1806 | 1821 | 1836 | 1841 | 1846 | 1851 | 1856 |
| ---- | ---- | ---- | ---- | ---- | ---- | ---- | ---- | ---- |
| 644  | 639  | 675  | 748  | 762  | 712  | 856  | 863  | 830  |

| 1861 | 1866 | 1872 | 1876 | 1881 | 1886 | 1891 | 1896 | 1901 |
| ---- | ---- | ---- | ---- | ---- | ---- | ---- | ---- | ---- |
| 789  | 704  | 729  | 687  | 600  | 605  | 584  | 585  | 597  |

| 1906 | 1911 | 1921 | 1926 | 1931 | 1936 | 1946 | 1954 | 1962 |
| ---- | ---- | ---- | ---- | ---- | ---- | ---- | ---- | ---- |
| 582  | 577  | 524  | 476  | 469  | 408  | 459  | 412  | 401  |

| 1968 | 1975 | 1982 | 1990 | 1999 | 2008 | 2013 | 2018 | 2020 |
| ---- | ---- | ---- | ---- | ---- | ---- | ---- | ---- | ---- |
| 384  | 370  | 445  | 479  | 465  | 433  | 399  | 398  | 397  |

### Manifestations culturelles et festivités
Animation " Printemps sous les pommiers ", par la Maison Périgault.

### Cultes
- Culte catholique, Paroisse de Bienheureuse Marguerite de Lorraine[31], Diocèse de Séez[32].

## Économie

### Entreprises et commerces

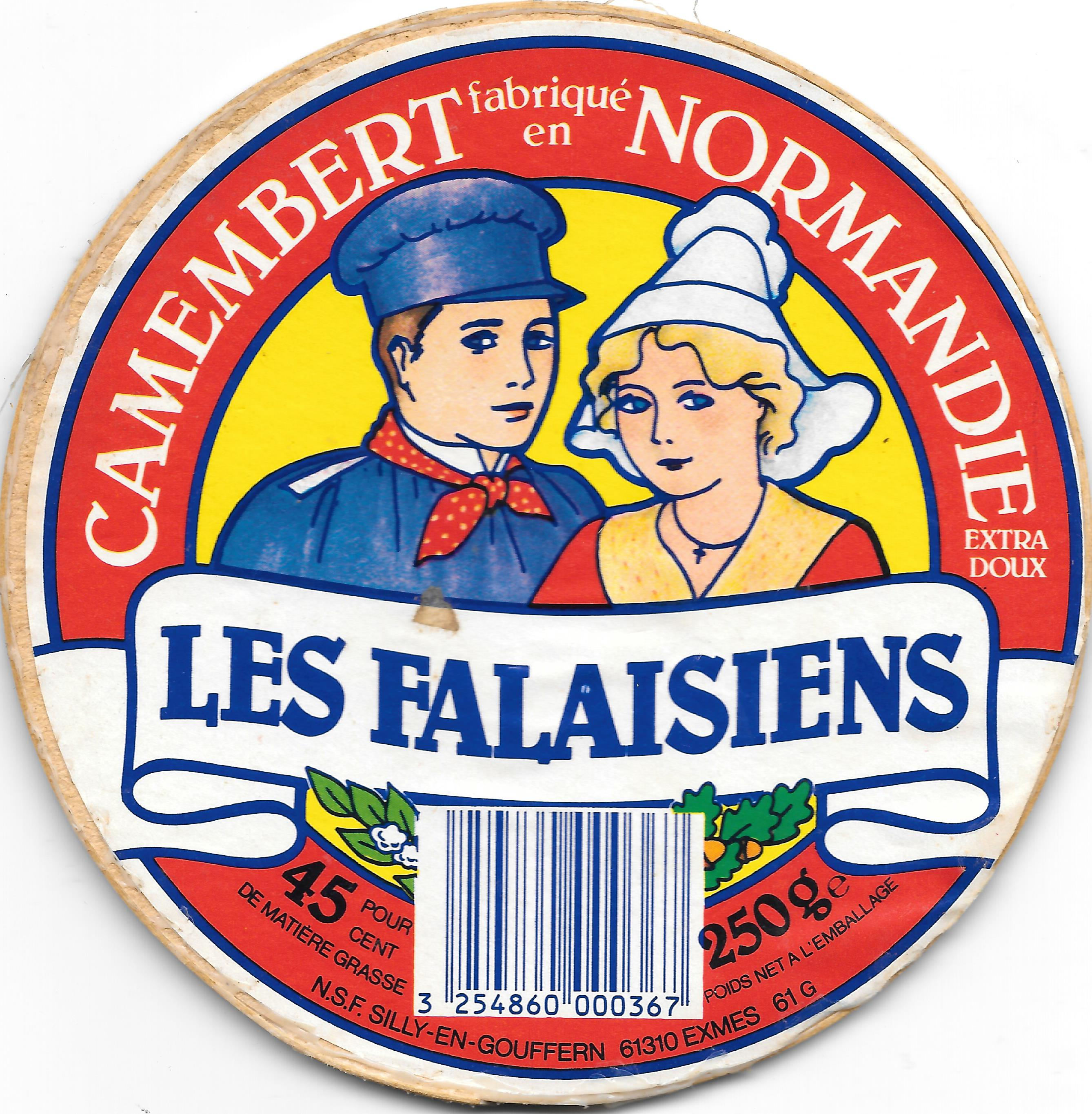
Ancienne étiquette de fromage fabriqué dans le village.

#### Agriculture
- Agriculteurs[33].
- Production cidricole[34].
- Élevage de chevaux[35].

#### Tourisme
- Les itinéraires à vélo[36].
- Chambres d'hôtes[37].

#### Commerces et services
- Commerces et services de proximité[38].

## Culture locale et patrimoine

### Lieux et monuments

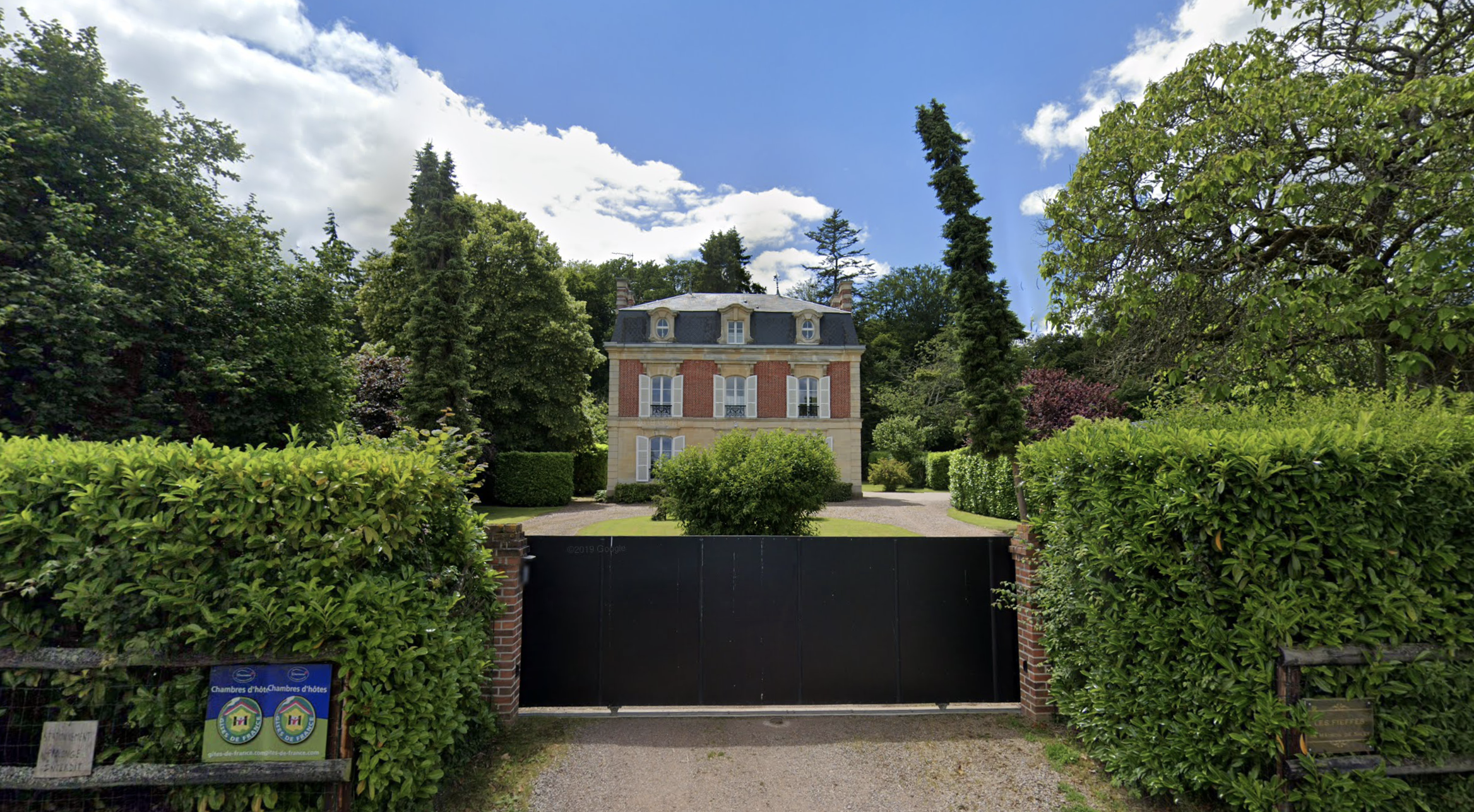
Le manoir de Silly.

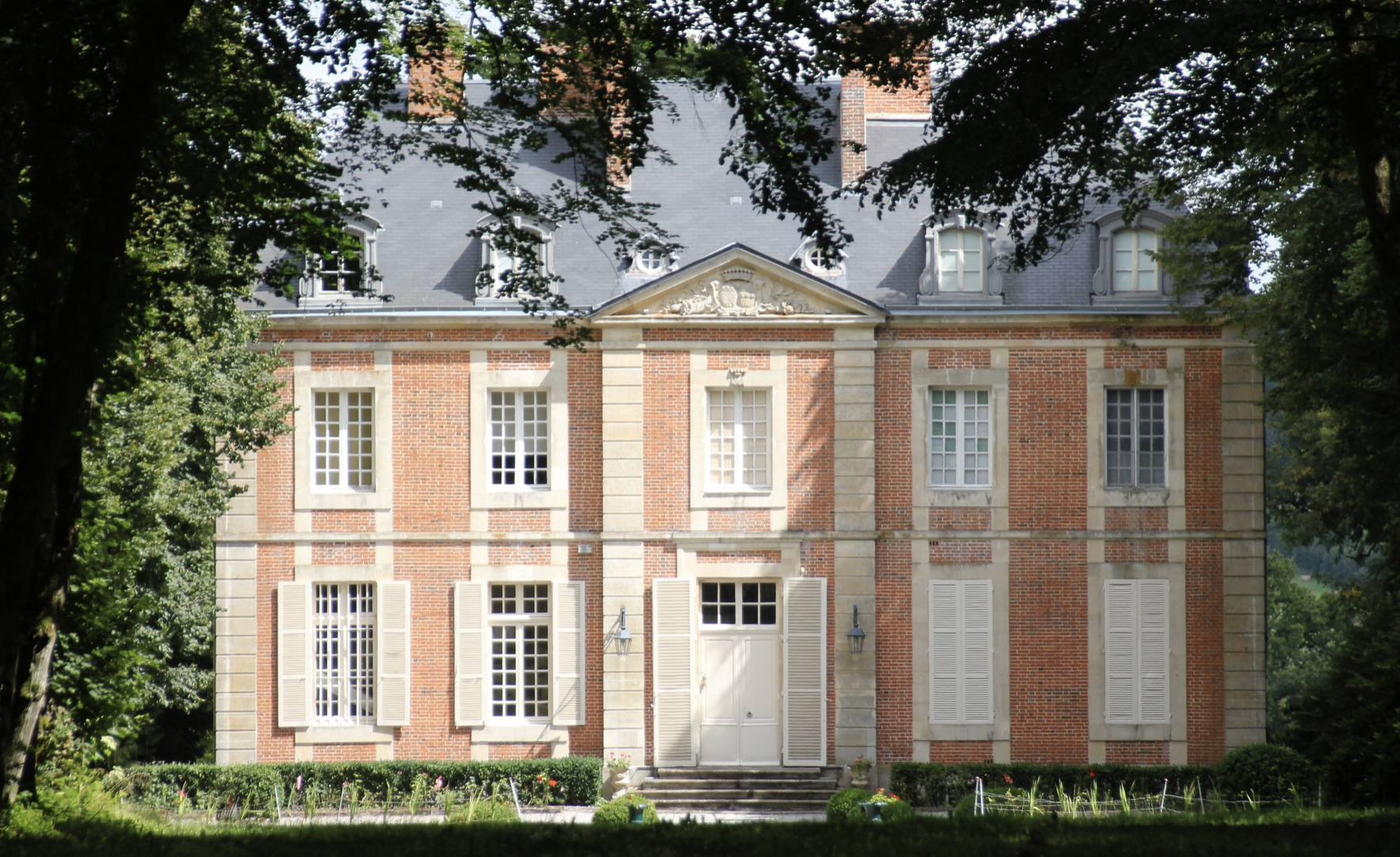
Le château de la Vente.

#### Patrimoine religieux
- L'abbaye de Silly-en-Gouffern[39], fondée par les prémontrés avant 1151[40],[Note 3], en grande partie détruite à la Révolution. Elle abrite de nombreuses œuvres classées au titre objet aux monuments historiques[42].
- Église Saint-Laurent du XIXe siècle[43]. Un maître-autel et trois retables sont classés au titre objet[44].
- Chapelle de Silly[45].

#### Patrimoine civil
- Le menhir dit la Pierre levée [10], du Néolithique, classé au titre des monuments historiques.
- Camp romain du Chêne au renard[46].
- Motte castrale de Sainte-Eugénie ou camp du Châtelier[47] (improprement nommée Camp romain de Sainte-Eugénie ou château des Romains). L'enceinte de terre médiévale est située, au nord dans la forêt de Silly, sur un petit éperon naturel à 2,5 km au nord du bourg, à l'orée de la forêt de Grande Gouffern, route de la Motte Castrale. Le tertre mesure 35,40 mètres de diamètre et, est ceinturé par un talus de terre encore haut de 3 à 7 mètres et d'un fossé en partie comblé. Un avant-corps subcirculaire de 70 mètres de diamètre, accolé à l'enceinte, pourrait correspondre à une basse-cour[48],[49].
- Château de Silly du XVIIIe siècle[50],[51].
- Château de la Vente du XVIIIe siècle[52].
- Château du Cottage du XIXe siècle[53].
- Haras de la Tuilerie.
- Manoir de Silly.
- Monument aux morts : Conflits commémorés : 1914-1918[54] - 1939-1945 [55].

#### Patrimoine paysager
- La forêt de Gouffern, divisée en la forêt de Grande Gouffern au nord et celle de Petite Gouffern au sud[56].

### Personnalités liées à la commune
- Jacques Restout, peintre et graveur, auteur du retable de l'abbatiale.